# Giorni epagomeni
I giorni epagomeni (dal greco: ἐπαγόμενα ἡμέρα, giorno supplementare) sono giorni che vengono aggiunti con una certa cadenza per avvicinare la durata dell'anno del calendario a quella dell'anno solare. Quasi tutti i calendari antichi possedevano giorni epagomeni, con cui veniva corretto l'accumulo degli errori.

## Antico Egitto

### I 5 giorni epagomeni nel calendario civilevago
I giorni epagomeni, chiamati dagli Egizi supplementari, erano 5 giorni che, nel calendario dell'Antico Egitto, venivano aggiunti alla fine dell'anno civile di 360 giorni affinché il capodanno, in egizio wepet-renepet, cadesse più o meno esattamente dopo un anno solare da quello precedente. I giorni epagomeni erano aggiunti alla fine dell'anno civile subito prima del capodanno del nuovo anno. 
Dato che questo calendario (detto calendario civile vago) era più breve dell'anno solare per circa un quarto di giorno, la data del capodanno si spostava di un giorno ogni quattro anni e così pure i giorni epagomeni. Come ci narra un papiro dell'epoca ramesside, XIX e XX dinastia, gli Egizi giunsero al paradosso che l'inverno nasceva in estate e viceversa ma non fecero nulla per ovviare all'inconveniente, in quanto i contadini continuarono tranquillamente ad usare il calendario lunare (ovvero stagionale) mentre quello civile, cioè solare, veniva impiegato solo per usi amministrativi, per la tassazione e per calcolare la durata del regno dei faraoni.

### Il sesto giorno epagomeno
Il calendario vago, come si è detto, aveva 365 giorni ma i cicli del Sole e di Sirio duravano 365 giorni e un quarto ed avveniva quindi che ogni quattro anni, l'inizio dell'anno era indietro di un giorno rispetto alla levata eliaca di Sirio. 
Occorrevano, quindi, 365 × 4 = 1460 anni solari, ossia 1461 anni vaghi, perché il calendario vago riportasse il capodanno a coincidere con la stessa data del calendario giuliano. Già in epoca alessandrina si tentò di riformare il calendario con l'aggiunta di un sesto giorno epagomeno ogni quattro anni, con funzioni analoghe al 29 febbraio dell'anno bisestile giuliano. Questa riforma anticipò il calendario giuliano, ma non entrò effettivamente in uso e venne quindi reintrodotta in età augustea.

### Miti religiosi egiziani
Il mito dell'origine dei cinque giorni epagomeni è raccontato da Plutarco.
Egli narra che il dio Thot, associato alla sapienza e alla Luna, li avesse conquistati giocando una partita a senet contro il dio Khonshu. Il sole (Ra), infatti, aveva vietato che dall'unione di Nut (cielo) e di Geb (terra) nascessero figli in alcun giorno dell'anno. Aggiungendo questi cinque giorni, la dea Nut avrebbe invece potuto concepire cinque dei: Osiride, Horus  (detto "il vecchio" da Plutarco), Seth, Iside e Nephthy. Secondo un mito, però, Horus sarebbe nato da Iside e Osiride mentre erano nel ventre di Nut. 
Con la riforma alessandrina-augustea, che ancorò il calendario egizio a quello giuliano, la data del capodanno e perciò quella dei giorni epagomeni, venne fissata. 
Dopo questa riforma i giorni epagomeni, dedicati alla nascita delle divinità, furono fissati come segue:
- 24 agosto - Nascita di Osiride.
- 25 agosto - Nascita di Horus il Vecchio.
- 26 agosto - Nascita di Seth.
- 27 agosto - Nascita di Iside.
- 28 agosto - Nascita di Nephthy.

Solo il giorno di nascita di Iside era considerato un giorno fortunato.